# Тьерра-де-Баррос
Тьерра-де-Баррос (исп. Tierra de Barros)  — район (комарка) в Испании, входит в провинцию Бадахос в составе автономного сообщества Эстремадура.
Тьерра-де-Баррос или Огненная земля - винодельческий регион, особенно для винограда сорта Кайетан. Это один из немногих регионов, где производится вино DIB Рибера-дель-Гвадиана.

## Муниципалитеты
1. Ла-Альбуэра
2. Асеучаль
3. Альмендралехо
4. Корте-де-Пелеас
5. Энтрин-Бахо
6. Энтрин-Альто
7. Инохоса-дель-Валье
8. Орначос
9. Паломас
10. Пуэбла-де-ла-Рейна
11. Пуэбла-дель-Приор
12. Рибера-дель-Фресно
13. Торремехиа
14. Санта-Марта-де-лос-Баррос
15. Солана-де-лос-Баррос
16. Альдеа-де-Кортегана
17. Альдеа-де-Ретамар
18. Вильяльба-де-лос-Баррос
19. Вильяфранка-де-лос-Баррос